# هیپروزید
هیپروزید (به انگلیسی: Hyperoside) با فرمول شیمیایی C۲۱H۲۰O۱۲ یک ترکیب شیمیایی با شناسه پاب‌کم ۲۴۸۳۵۳۳۱ است. که جرم مولی آن ۴۶۴٫۳۸ g/mol می‌باشد. 